# Iwanowskoje (obwód kurski)
Iwanowskoje (ros. Ивановское) – wieś (ros. село, trb. sieło) w zachodniej Rosji, centrum administracyjne sielsowietu iwanowskiego w rejonie rylskim obwodu kurskiego.

## Geografia
Miejscowość położona jest nad rzeką Kamienka, 19 km od centrum administracyjnego rejonu (Rylsk), 87 km od Kurska.
W granicach miejscowości znajdują się ulice: Ananjewa, Arszawa, Biessonowa, Gora Lgowskaja, Gora Rylskaja, Gorłowka, Żydowskij Chutor, Komarowka, Koopieratiwnaja, Krasnaja, Kriwandino, Lgowskaja, Lubawa, Makarowka, Raboczij posiołok, Sadowaja, Samarka, Swistowka, Słoboda, Sołdatskaja, Taginka, zaułek Szakin, Szlach Lgowskij, Szlach Rylskij, Juzowka, Staryje Wielja, Graczewka Bolszaja, Graczewka Małaja.

## Historia
Wieś założył w 1703 roku na własnej posiadłości Iwan Mazepa (nazwę nadał od swego imienia).
Po zdobyciu przez wojska rosyjskie miasta Baturyn (2 listopada 1708 roku), car Piotr I podarował wieś Iwanowskoje wraz z osadami dowódcy wojsk księciu Mienszykowowi.
Do tej pory zachował się dom hetmana Mazepy, w którym mieszkał, gdy przebywał we wsi. Formalnie ma status zabytku architektury (pod ochroną państwa), ale w rzeczywistości jest w stanie opuszczonym.
W XIX wieku Iwanowskoje było znane z grobowca rodu Bariatińskich, właścicieli ziemskich z pobliskiej miejscowości Marjino.
W centrum wsi miał swój dom i warsztaty słynny architekt Johann Carl Heinrich Scholz. Po 1900 r. dom ten pełnił funkcję kancelarii księcia Bariatyńskiego, a po rewolucji październikowej w 1917 roku stał się szkołą. W latach 70. XX wieku budynek został zdemontowany.

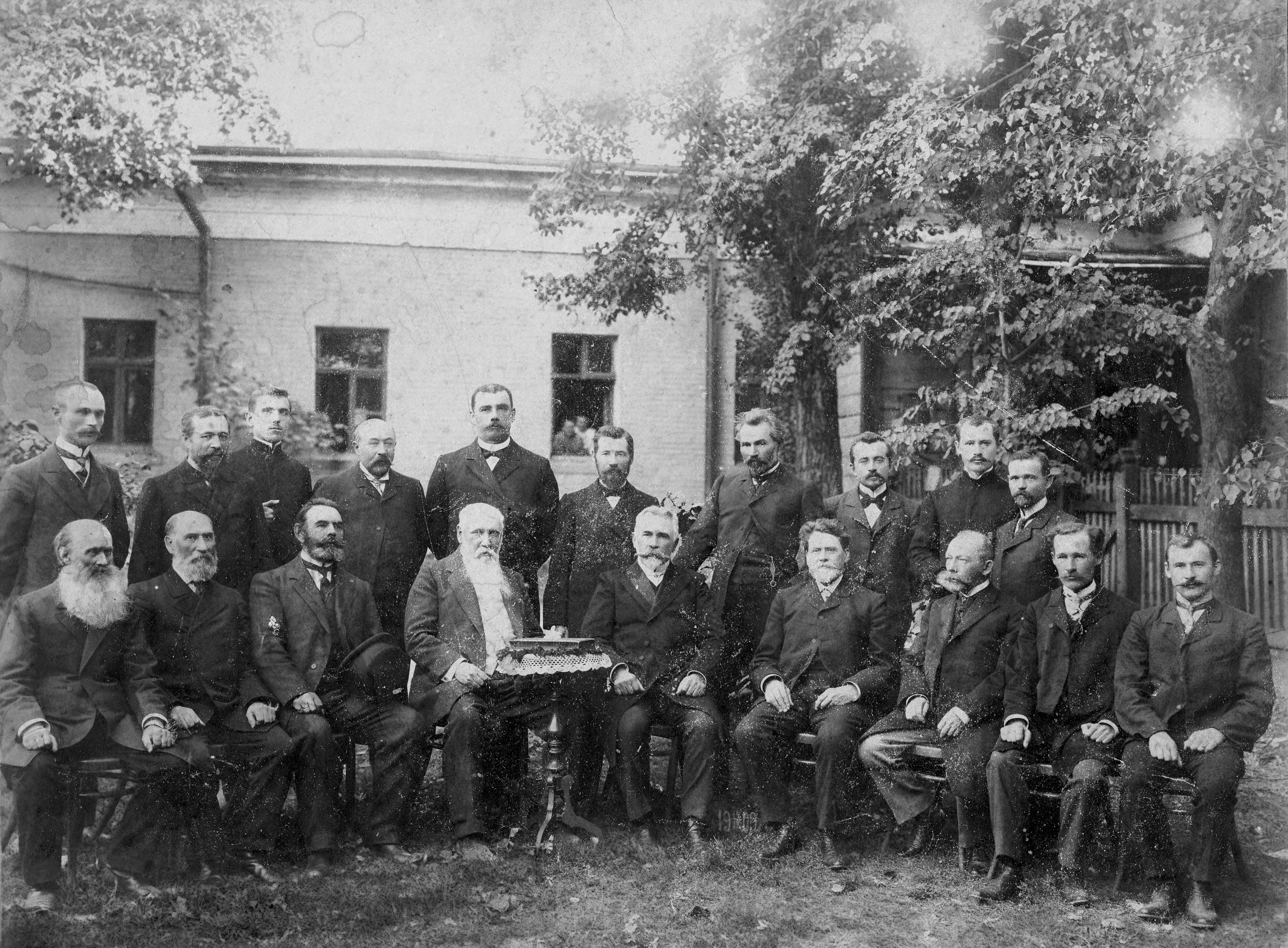
Urzędnicy księcia Bariatińskiego (1909)
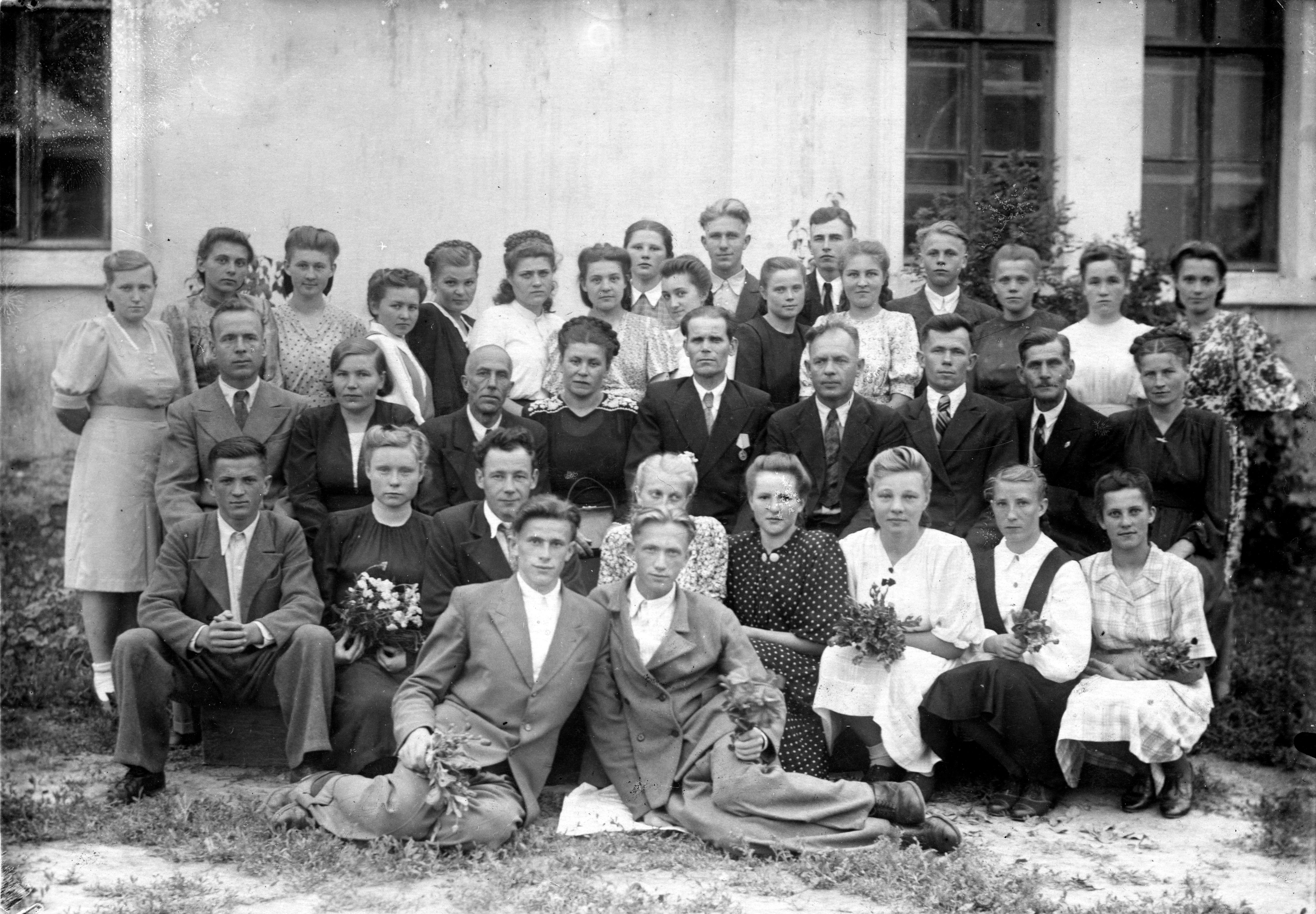
Uczniowie przed szkołą – dawnym domem Johanna Scholza (1948)
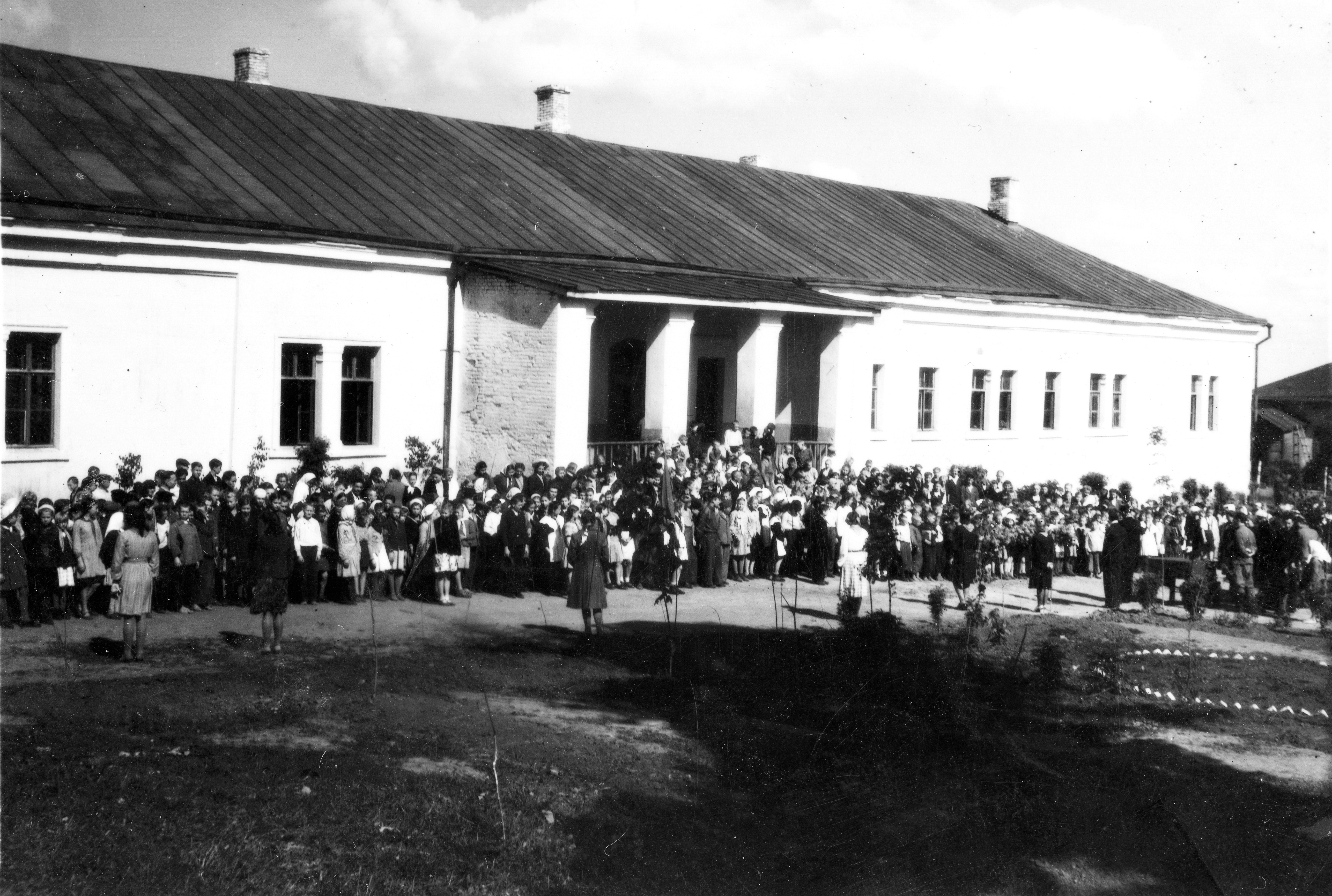
Budynek szkolny – dawne warsztaty Scholza (1950)

## Demografia
W 2010 r. miejscowość zamieszkiwały 1923 osoby.